# Пригородоцька сільська рада
Пригородоцька сільська́ ра́да — адміністративно-територіальна одиниця та орган місцевого самоврядування в Хотинському районі Чернівецької області. Адміністративний центр — село Пригородок.

## Загальні відомості
- Населення ради: 1 391 особа (станом на 2001 рік)

## Населені пункти
Сільській раді підпорядковані населені пункти:
- с. Пригородок
- с. Орестівка

## Склад ради
Рада складається з 20 депутатів та голови.
- Голова ради: Гунявий Василь Миколайович
- Секретар ради: Мандрюк Віктор Петрович

### Керівний склад попередніх скликань
| Прізвище, ім'я, по батькові | Основні відомості                                                 | Дата обрання | Дата звільнення |
| --------------------------- | ----------------------------------------------------------------- | ------------ | --------------- |
| Костиря Олег Олександрович  | Сільський голова, 1969 року народження, безпартійний              | 26.03.2006   | 31.10.2010      |
| Гунявий Василь Миколайович  | Сільський голова, 1953 року народження, освіта вища, безпартійний | 31.10.2010   |                 |

Примітка: таблиця складена за даними сайту Верховної Ради України

### Депутати
За результатами місцевих виборів 2010 року депутатами ради стали:

#### За суб'єктами висування
| Суб'єкт висування               | Кількість обраних депутатів | %  |
| ------------------------------- | --------------------------- | -- |
| Комуністична партія України     | 7                           | 35 |
| Самовисування                   | 6                           | 30 |
| Партія регіонів                 | 5                           | 25 |
| Політична партія «Наша Україна» | 2                           | 10 |

#### За округами
| № округу                        | Прізвище, ім'я, по батькові     | Дата визнання обраним | Освіта             | Партійна приналежність | Відомості про обраного депутата                             |
| ------------------------------- | ------------------------------- | --------------------- | ------------------ | ---------------------- | ----------------------------------------------------------- |
| Комуністична партія України     |                                 |                       |                    |                        |                                                             |
| 4                               | Юрчук Микола Михайлович         | 31.10.2010            | середня            | позапартійний          | тимчасово не працює                                         |
| 6                               | Карбунар Семен Іванович         | 31.10.2010            | середня            | позапартійний          | тимчасово не працює                                         |
| 7                               | Білівський Сергій Григорович    | 31.10.2010            | середня            | позапартійний          | тимчасово не працює                                         |
| 8                               | Боднарюк Анатолій Миколайович   | 31.10.2010            | середня            | позапартійний          | Відділення зв'язку с. Пригородок, начальник відділу зв'язку |
| 10                              | Вільховецька Галина Анатоліївна | 31.10.2010            | вища               | позапартійна           | фельдшерсько-акушерський пункт, медична сестра              |
| 11                              | Рибак Олександр Сергійович      | 31.10.2010            | середня            | позапартійний          | тимчасово не працює                                         |
| 14                              | Белівська Людмила Анатоліївна   | 31.10.2010            | середня            | позапартійна           | Рукшинський дошкільний навчальний заклад, вихователь        |
| Партія регіонів                 |                                 |                       |                    |                        |                                                             |
| 1                               | Єлаш Віктор Михайлович          | 31.10.2010            | середня            | позапартійний          | тимчасово не працює                                         |
| 5                               | Телешецький Іван Васильович     | 31.10.2010            | середня            | позапартійний          | тимчасово не працює                                         |
| 9                               | Лисак Ганна Петрівна            | 31.10.2010            | середня            | позапартійна           | Пригородоцька сільська рада, бухгалтер                      |
| 12                              | Рибак Сергій Михайлович         | 31.10.2010            | середня            | позапартійний          | тимчасово не працює                                         |
| 18                              | Татарчук Руслан Васильович      | 31.10.2010            | середня            | позапартійний          | ТОВ «Дністер», робітник                                     |
| Політична партія «Наша Україна» |                                 |                       |                    |                        |                                                             |
| 15                              | Серафимчук Михайло Васильович   | 31.10.2010            | вища               | позапартійний          | ТОВ «Дністер», бригадир                                     |
| 16                              | Лупул Микола Григорович         | 31.10.2010            | середня спеціальна | позапартійний          | тимчасово не працює                                         |
| Самовисування                   |                                 |                       |                    |                        |                                                             |
| 2                               | Мандрюк Яків Вікторович         | 31.10.2010            | вища               | позапартійний          | Клуб с. Пригородок, завідувач клубом                        |
| 3                               | Мандрюк Віктор Петрович         | 31.10.2010            | вища               | позапартійний          | Пригородоцька сільська рада, секретар                       |
| 13                              | Лисак Олег Миколайович          | 31.10.2010            | середня            | позапартійний          | тимчасово не працює                                         |
| 17                              | Попик Михайло Федотович         | 31.10.2010            | середня спеціальна | позапартійний          | тимчасово не працює                                         |
| 19                              | Дудка Іван Володимирович        | 31.10.2010            | середня            | позапартійний          | приватний підприємець                                       |
| 20                              | Татарчук Петро Васильович       | 31.10.2010            | середня            | позапартійний          | тимчасово не працює                                         |